# 赫尼格山
47°23′37″N 10°44′30″E / 47.39361°N 10.74167°E

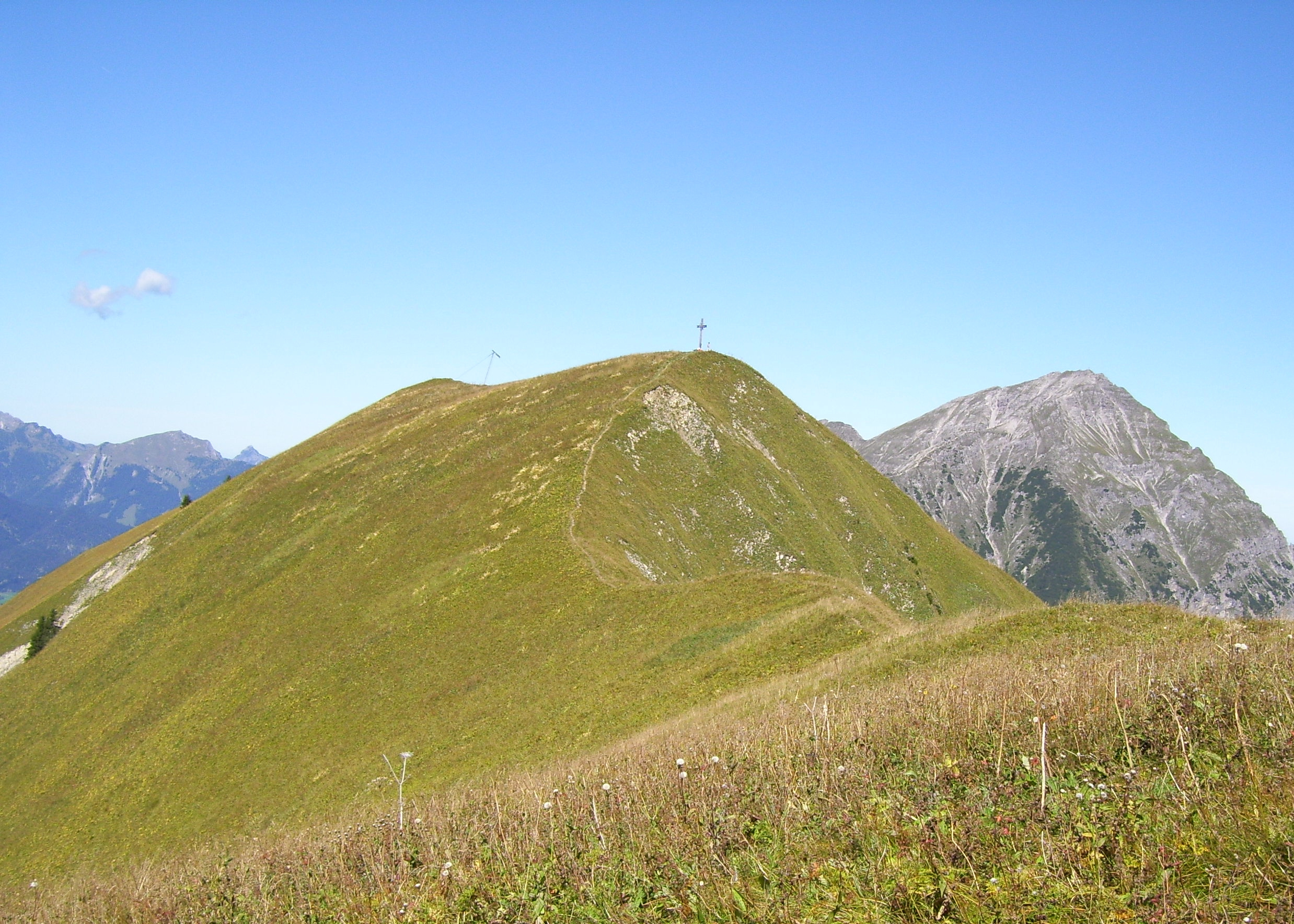

赫尼格山（德語：Hönig），是奧地利的山峰，位於該國西部，由蒂羅爾州負責管轄，屬於萊希塔爾阿爾卑斯山脈的一部分，海拔高度2,034米，每年平均降雨量1,698毫米。